# Orbicula parietina
Orbicula parietina är en svampart som först beskrevs av Heinrich Adolph Schrader, och fick sitt nu gällande namn av S. Hughes 1951. Orbicula parietina ingår i släktet Orbicula och familjen Pyronemataceae.  Arten är reproducerande i Sverige. Inga underarter finns listade i Catalogue of Life.